# 本町 (石狩市)
本町（ほんちょう）は北海道石狩市にある地名。石狩川河口の左岸に位置する。

## 歴史
明治時代の初め、石狩川河口周辺の集落は漠然と「石狩」とだけ呼ばれていた。しかし1871年（明治4年）、戸籍改めのために町名を設定する必要が生じた。そこで、田中権小主典が「石狩町」と称することの是非を伺い出て、同年9月18日に開拓使の許可を得るとともに、同日付で石狩川両岸を10町に区分する許可も下りた。
本町はこのとき成立し、名主の岩田甚兵衛と百姓代の土田宇兵衛によって名づけられた10町のひとつである。名称の由来は判然としないが、日本語名であることから、交易のあった府県の町名を参考にしたものと思われる。
1902年（明治35年）、北海道二級町村制の施行により、本町を含む前述の10町と生振村が合併して、石狩町が成立する。
1907年（明治40年）、北海道一級町村制の施行により、花川村が石狩町と合併する。

## 交通
- 北海道道225号小樽石狩線